# Johann Ludwig Klüber
Johann Ludwig Klüber, född 10 november 1762 i Tann i Landkreis Fulda, död 16 februari 1837 i Frankfurt am Main, var en tysk statsrättslärare. Han var far till Friedrich Adolf Klüber.
Klüber blev professor i juridik 1786 vid Erlangens universitet och 1807 vid Heidelbergs universitet. Under Wienkongressen vistades han i Wien och utgav sedan viktiga källskrifter till densammas historia. Han ansågs redan då som Tysklands främsta statslärda och erhöll från utländska suveräner smickrande anbud, vilka han dock avböjde. Åren 1817–1824 var han preussiskt geheime legationsråd under Karl August von Hardenberg.